# قائمة الأحزاب السياسية في السويد
هذه قائمة بالأحزاب السياسية في السويد (بالسويدية: Lista över politiska partier i Sverige). السويد لديها نظام ديمقراطي متعدد الأحزاب، ويتميز المشهد السياسي بوجود عدة أحزاب تمثَّل عادةً في البرلمان السويدي (ريكسداغ).

## الأحزاب الممثَّلة في البرلمان السويدي
اعتبارًا من الانتخابات الأخيرة، الأحزاب التالية ممثَّلة في البرلمان:
- حزب العمال الديمقراطي الاجتماعي السويدي

- حزب المعتدلين

- حزب السويد الديمقراطيين

- حزب الوسط السويدي

- حزب اليسار السويدي

- الحزب الديمقراطي المسيحي السويدي

- حزب البيئة – الخضر

- الحزب الليبرالي السويدي

## أحزاب أخرى ممثَّلة على المستوى المحلي
بعض الأحزاب ليست ممثَّلة في البرلمان الوطني ولكنها تنشط على المستوى المحلي:
- حزب القراصنة السويدي

- حزب المبادرة النسائية السويدي

- أحزاب إقليمية مثل حزب سكانيا والعديد من الأحزاب المحلية الأخرى

## الأحزاب السابقة
شهدت السويد أحزابًا سياسية تاريخية توقفت عن النشاط، منها:
- حزب الفلاحين القدامى

- حزب الديمقراطيين الوطنيين

- حزب الشيوعيين السويدي السابق